# 松井玲奈
松井玲奈（日语：／ Matsui Rena */? ，1991年7月27日—）是日本女藝人，為女子偶像團體SKE48前成員，曾為Team E隊長，愛知縣丰桥市出身，出生於兵庫縣，所屬經紀公司為A-PLUS。2008年以SKE48一期生身分出道，為SKE48最具知名度的成員之一。出道初期於連續劇《馬路須加學園》飾演「激辣」一角而受到注目。在整個AKB48集團都擁有廣泛的人氣。此外在2014年2月24日舉行的AKB48集團大組閣祭至2015年5月14日間，獲任命兼任乃木坂46成員，並參與演唱多張A面曲。2015年8月31日自SKE48畢業，以演員為活動中心。

## 經歷

### 加入SKE48
出身自愛知縣的松井玲奈曾於故鄉的主題公園觀賞過AKB48的演唱會，並因此成為AKB48的歌迷。在2008年，當時成立約3年的AKB48宣布在創立以位於愛知縣的名古屋市榮為據點的姊妹組合「SKE48」。松井在瀏覽AKB48的官方網站時得知這個消息。志願成為演員的她便去參加SKE48的甄選會，並順利通過7月30日的最終審查，從2,670名報名者中脫穎而出，成為SKE48 22名首批成員之一。她在歌唱審查演唱的歌曲是AKB48的《櫻花花瓣》。同年10月5日，SKE48舉辦首次劇場公演「PARTY開始了」，松井為參加公演的其中一員。
2009年，松井成為SKE48第一支小分隊「Team S」的16名成員之一，與此同時SKE48首部原創公演「手牽手」亦在同年2月開始。3月，松井被選為AKB48第11張單曲《10年櫻》的選拔成員，為繼松井珠理奈後第二個入選AKB48選拔組的成員。之後松井亦一直有參與AKB48的單曲工作。SKE48的首張單曲《堅強之勇者》則於8月發行，由松井包括在內的Team S全部16名成員演唱。Team S的第三輪劇場公演「制服之芽」亦在10月開始，其中松井擁有她第一首獨唱曲目《枯葉車站》（枯葉のステーション）。
同年6月至7月，AKB48首次舉辦以投票形式決定選拔成員的活動——選拔總選舉，所有AKB48和SKE48成員都有參加。松井玲奈在98名成員中以1,073票取得第29名，入選Under Girls，成為第13張單曲的B面曲《無法飛翔的鳳蝶》的演唱成員之一。該屆選舉的SKE48成員內，只有她和松井珠理奈（第19名）能夠進入30名的當選範圍。

### 受到注目
2010年年初，首套由AKB48演出的電視連續劇《馬路須加學園》播出，其中松井飾演敵方角色四天王之一的「激辣」（ゲキカラ），得以初次在電視劇演出。「激辣」一角殘酷好戰，身上披滿血時仍能大笑，是十分瘋狂的角色。松井在劇中的瘋狂演技跟本身文靜的形象完全相反，因而在支持者間引起話題。5月到6月間，AKB48舉辦第二屆選拔總選舉。松井玲奈得票12,082張，得第11名，相比上屆大幅上升18名；亦拉近了跟第10名珠理奈的排名差距，票數差不足100票。
由SKE48發行第3張單曲《抱歉、SUMMER》（2010年7月）和第4張單曲《1！2！3！4！請多關照！》（2010年11月）起，松井玲奈開始常跟松井珠理奈搭擋一起擔任雙中心成員（center）。其中第4張單曲中，玲奈跟珠理奈組成了臨時組合「Kinect」（キネクト），演唱B面曲《TWO ROSES》，並擔任「Kinect for Xbox 360」的代言人。
同年7月31日，SKE48初次舉辦「SKE48 Request Hour Setlist Best 30」，讓歌迷投票選出最受歡迎的50首SKE48歌曲。在68首歌曲中奪得首位的正是松井玲奈的《枯葉車站》。這首歌於翌年在同一活動中繼續成為第1位。此外，在AKB48的同類活動「Request Hour Setlist Best 100」中，《枯葉車站》在眾多歌曲中取得第22名（2011年）和第17名（2012年）等高名次。

### SKE48的代表
由2010起，松井就有不少演出電視劇的機會。除了《馬路須加學園》外，還有《托你的福》和《中學生日記》等。2011年8日，更主演單集電視劇《新你所不知道的世界》的第一集「罪與罰」，為她初次主演電視劇。她亦在10月主演了一套手機劇集。
2011年，在AKB48第三屆選拔總選舉中，松井玲奈取得第10名。除名次上升之外，這次也是玲奈第一次超越珠理奈，成為SKE48排名最高的成員。然而，在2012年的第四屆選拔總選舉，玲奈雖然還是取得第10名，但珠理奈卻是第9名，再次超越玲奈。因為兩人是在組合中最高知名度的兩名成員，又恰好同姓，所以有「W松井」等稱呼。
2012年3月25日，AKB48劇場經理戶賀崎智信在「業務連絡。拜託了，片山部長！」演唱會上，宣布包括松井玲奈在內的15名成員取得與經紀公司的交涉權，其中松井的經紀公司是Grick。6日11日，正式由AKS轉移至Grick。她表示由於Grick是屬於Burning Production的公司，故認為這是「跟她『當上演員』的目標相當適合的經紀公司」。除了成為首個加入其他經紀公司的成員，亦是組合內第一個發行個人寫真集者，寫真集《金魚》（きんぎょ）在同年3月1日發行。

### 調到Team E
2013年3月29日，松井初次主演NHK單集電視劇《放送博物館危機一髪》播出。4月2日，開始擔任日本放送節目《Mu～comi+Plus》的週一助理。4月13日，在日本外士館舉行的《SKE48春季演唱會2013「永不會變改。一直是夥伴」》（変わらないこと。ずっと仲間なこと）上首次進行「組閣」（分隊編組調整），所屬隊伍由Team S轉移到Team E，並被委任為Team E的新隊長。4月25日，在日本武道館舉行的「AKB48集團臨時總會～黑白分明！～」的SKE48單獨公演上，新Team E演唱了《蜜蜂女孩》（みつばちガール）、《呀喝E！》（ワッショイE！）等多首Team E歌曲。6月8日，在AKB48第32張單曲選拔總選舉中，取得73,173票，從去年的第10名上升至第7名，佔得「神7」一席。7月1日，新組閣編組開始實施。7月23日，宣布將在8月24日播出的問答節目《日立 世界・不可思議發現！日立 世界・ふしぎ発見!|》（TBS）中首次挑戰擔任神秘獵人。
2014年1月，SKE48與GALAXY合作而組成小分隊「GALAXY of DREAMS」，松井獲選為其中的一員。2月24日，於DiverCity東京舉辦的「AKB48集團大組閣祭」中，宣布以交換學生的名義兼任乃木坂46。3月16日，於「關西Collection 2014 SPRING／SUMMER」首次作為模特兒在時裝展覽中登台。4月13日，首次於幕張展覽館舉行的乃木坂46握手會中登場，表演了《察覺時已是單戀》。同時，宣布將參加於5月30日開始的乃木坂46舞台第3彈《16人的主角trois，正式開始作為乃木坂46成員的活動。6月7日，於AKB48第37張單曲選拔總選舉中以69,790票獲得第5名，保持「神7」位置，也是個人新高。6月14日，與遠藤憲一共同主演的電影《gift》在愛知縣限定上映，也是松井首次出演並主演電影。9月17日，於「AKB48 Group 猜拳大會2014」中發表入選為第38張單曲選拔成員。
2015年1月24日，於東京巨蛋表演廳舉辦的「AKB48 重溫時間 最佳曲目1035 2015」第四天晚場演唱會上，宣布將與橫山由依共同主演馬路須加學園舞台劇，這是松井首次演出AKB48舞台劇。也是繼2014年6月乃木坂46舞台劇演出以來再次參與舞台劇的演出。3月24日，在個人Twitter上公開表示將不會參加「AKB48第41張單曲選拔總選舉」。3月26日，於埼玉超級競技場舉辦的「AKB48春季單獨演唱會～次期總現正修行中！～」上宣布新的組閣人事異動，解除在乃木坂46的交換留學。4月4日，動畫《電波教師》開始在讀賣電視台播出，在劇中聲演主角的妹妹，正式作為聲優出道。4月12日，在東京國際展示場舉行的乃木坂46個別握手會後，結束乃木坂46的兼任身份。

### 發表畢業
2015年6月10日，日本媒體報導有關松井畢業的消息。當日總製作人秋元康亦表示松井將會在晚上發表重大消息。隔天，松井於電臺節目《AKB48的All Night Nippon》宣布將於8月底畢業。她表示約2年前就有畢業的想法，畢業後將會往演員的方向發展。8月12日發行的SKE48第18張單曲《向前衝》，為松井的畢業單曲，這也是她首次也是最後一次單獨擔任單曲的Center。8月15日，在Port Messe名古屋舉辦畢業紀念活動「名古屋橫斷超級問答比賽」。8月29日、30日，於豐田體育場舉行畢業演唱會「松井玲奈·SKE48畢業演唱會in豐田體育場～2588DAYS～」（松井玲奈・SKE48卒業コンサートin豊田スタジアム～2588DAYS～），8月31日，于SKE48劇場举行畢業公演，正式從SKE48畢業。

### 毕业后专注演员事业
2015年9月，開始擔任德川美術館的形象代言人。
2016年4月6日，與姐妹團體「CHARAN-PO-RANTAN」合作，以「松井玲奈和CHARAN-PO-RANTAN」的名義發行從SKE48畢業後的首張單曲《肥皂》。6月至7月，在《新幕末純情傳》中飾演主角沖田總司。8月1日，獲豐橋市政府任命為「豐橋咖哩烏龍麵大使」和「豐橋故鄉大使」。
2017年3月3日至5日，擔任「第一屆Eejanaika豐橋電影節」的大使。
2018年1月，首次出演富士電視台月9連續劇《海月姬》。3月20日，為了專注於演員事業，從擔任助理約5年的廣播節目《Mu～comi+Plus》中畢業。8月4日，特摄电影《劇場版 假面騎士Build Be The One》上映，松井在電影中首次飾演反派。10月，首次出演NHK晨間劇《萬福》。10月17日，于杂志《小說星星》上发表自身首部短篇小说《擦了又擦，擦了又擦》（拭っても、拭っても），正式以小说家身份出道。
2019年4月5日，發行首本短篇小說集《偽裝》（カモフラージュ）。7月27日，宣布個人部落格將於8月31日關閉。12月17日，被選為2020年東京奧運愛知縣火炬手。
2021年1月12日，開設個人YouTube頻道。1月26日，發行第二部小說《累累》（累々）。4月6日，松井作為火炬手，在豐橋市內傳遞東京奧運聖火。11月26日，電影《降下窗簾後再相見》上映，松井首次單獨主演電影。11月27日，擔任同日開館的豐橋市市中心圖書館的「特別館長」。
2022年4月5日，宣布營運了約7年的官方粉絲俱樂部將於9月20日結束服務。6月1日，開設新的官方粉絲俱樂部「Spica」。9月23日，擔任西九州新幹線開通活動的一日站長。
2023年1月，首次出演NHK大河劇《怎麼辦家康》，在劇中飾演德川家康的側室阿萬。4月1日，宣布移籍至經紀公司A-PLUS。

## 個人生活
2023年5月25日，被《週刊文春》報導已與歌手近藤晃央交往5年，並將於同年夏季結婚。兩日後，松井在個人Instagram上承認兩人正在交往，但否認即將結婚。
2024年1月1日，兩人宣布結婚。

## 人物
- 自我介紹詞（catch phrase）是「魔法到12時都不會解除，玻璃鞋也不會脫下。我是SKE的霞草、松井玲奈」（12時まで魔法は解けない、ガラスの靴は脱ぎません！ＳＫＥのかすみ草、松井玲奈です）[7]。給SKE48成員的印象基本上以「文靜」、「穩重」為主[99]。
- 極愛吃辣，吃下比一般辣度高50倍的咖哩飯亦面不改色。《馬路須加學園》中「激辣」的名字也源於此[7]。除了吃辣，還喜歡吃蜜瓜包（メロンパン），曾表示「每日都會吃一個」[99]，甚至為此成立「蜜瓜包同盟」，同盟成員包括AKB48的島崎遙香、SKE48的磯原杏華、NMB48的福本愛菜和市川美織、HKT48的村重杏奈、松岡菜摘和宮脇咲良[100]。
- 對動漫十分感興趣，自認是御宅族[99]。曾在部落客中提及過喜歡的動漫包括《魔法少女小圓》、《交響詩篇艾蕾卡7》、《機動戰士GUNDAM SEED》、《超時空要塞Frontier》等[101][102]。此外，亦是日本樂團Sound Horizon的歌迷。[99]
- 2011年因工作到名古屋的磁浮鐵道館後，開始對鐵道有興趣，特別是新幹線[103]。

- 在前AKB團員大島優子畢業企劃的兩人對談節目中，松井表示高中時為演劇社。高中畢業時沒有去領畢業證書，其後亦未補領。

- 落語家亭号（日语：落語家の亭号）為「桂汁粉」（桂しるこ），因為練習落語時常常會說出汁粉（しるこ）一詞[104]。
- 中學時期曾加入劍道社[105]。擁有劍道三級的資格[36]，並曾在市內的劍道比賽中獲得第三名[106]。高中時期則加入了演劇社[107]。

## AKB48單曲總選舉
| 屆數         | 名次 | 總票數  | 參與身分                       |
| ------------ | ---- | ------- | ------------------------------ |
| 第一屆總選舉 | 29   | 1073票  | SKE48 Team S                   |
| 第二屆總選舉 | 11   | 12082票 | SKE48 Team S                   |
| 第三屆總選舉 | 10   | 36929票 | SKE48 Team S                   |
| 第四屆總選舉 | 10   | 42030票 | SKE48 Team S                   |
| 第五屆總選舉 | 7    | 73173票 | SKE48 Team E                   |
| 第六屆總選舉 | 5    | 69790票 | SKE48 Team E／乃木坂46（兼任） |

- 單曲選拔成員入選次數：18次（SKE48）、22次（AKB48）、3次（乃木坂46）
- 48系時期松井玲奈所屬分隊變遷：SKE48 Team S→SKE48 Team E（隊長）→SKE48 Team E／乃木坂46（兼任）

## 音樂作品

### AKB48家族單曲CD
標註「★」符號者表示該首歌曲有拍攝MV
SKE48
|      | 發行日期       | 單曲名稱                | 參與歌曲名稱            | 名義             | 收錄於         | MV | 備註                             |
| ---- | -------------- | ----------------------- | ----------------------- | ---------------- | -------------- | -- | -------------------------------- |
| 1st  | 2009年8月5日   | 堅強之勇者              | 堅強之勇者              |                  | 全版本         | ★  | A面曲                            |
| 2nd  | 2010年3月24日  | 蓝天下的单相思          | 蓝天下的单相思          |                  | 全版本         | ★  | A面曲                            |
| 3rd  | 2010年7月7日   | 抱歉、SUMMER            | 抱歉、SUMMER            |                  | 全版本         | ★  | A面曲 與松井珠理奈共同擔任Center |
| 4th  | 2010年11月17日 | 1！2！3！4！ 請多關照！ | 1！2！3！4！ 請多關照！ |                  | 全版本         | ★  | A面曲 與松井珠理奈共同擔任Center |
| 4th  | 2010年11月17日 | 1！2！3！4！ 請多關照！ | TWO ROSES               | Kinect           | 全版本         | ★  | 與松井珠理奈合唱                 |
| 4th  | 2010年11月17日 | 1！2！3！4！ 請多關照！ | 青春好難為情            | 紅組             | Type-B         | ★  | Center                           |
| 4th  | 2010年11月17日 | 1！2！3！4！ 請多關照！ | 請讓我在你身邊          |                  | 劇場盤         |    |                                  |
| 5th  | 2011年3月9日   | 萬歲Venus               | 萬歲Venus               |                  | 全版本         | ★  | A面曲 與松井珠理奈共同擔任Center |
| 5th  | 2011年3月9日   | 萬歲Venus               | 我不會怨誰              | 紅組             | 除Type-A       | ★  | Center                           |
| 6th  | 2011年7月27日  | 翡翠色的沙灘裙          | 翡翠色的沙灘裙          |                  | 全版本         | ★  | A面曲                            |
| 6th  | 2011年7月27日  | 翡翠色的沙灘裙          | 討厭父親                | 紅組             | Type-B、劇場盤 | ★  | Center                           |
| 6th  | 2011年7月27日  | 翡翠色的沙灘裙          | 不會停止煙花            | 選擇8            | Type-C         |    |                                  |
| 6th  | 2011年7月27日  | 翡翠色的沙灘裙          | 積木的時間              |                  | Type-A、B、C   |    |                                  |
| 7th  | 2011年11月9日  | Okey Dokey              | Okey Dokey              |                  | 全版本         | ★  | A面曲                            |
| 7th  | 2011年11月9日  | Okey Dokey              | 微笑的Positive Thinking | 紅組             | Type-B、劇場盤 | ★  | Center                           |
| 7th  | 2011年11月9日  | Okey Dokey              | 來唱吧，我們的校歌      | Selection 8      | Type-C         |    |                                  |
| 7th  | 2011年11月9日  | Okey Dokey              | 初戀的平交道            |                  | 除劇場盤       |    |                                  |
| 8th  | 2012年1月25日  | 單戀Finally             | 單戀Finally             |                  | 全版本         | ★  | A面曲 與松井珠理奈共同擔任Center |
| 8th  | 2012年1月25日  | 單戀Finally             | 聲嘶力竭                | 紅組             | Type-B、劇場盤 | ★  | Center                           |
| 8th  | 2012年1月25日  | 單戀Finally             | 沉默寡言月              | 選擇8            | Type-C、劇場盤 |    |                                  |
| 8th  | 2012年1月25日  | 單戀Finally             | 今天之前的事、今後的事  |                  | 除劇場盤       |    |                                  |
| 9th  | 2012年5月16日  | I love you 我愛你！     | I love you 我愛你！     |                  | 全版本         | ★  | A面曲                            |
| 9th  | 2012年5月16日  | I love you 我愛你！     | 為何銀河如此明亮        | 紅組             | Type-C、劇場盤 | ★  | Center                           |
| 10th | 2012年9月19日  | 接吻可是左撇子          | 接吻可是左撇子          |                  | 全版本         | ★  | A面曲                            |
| 10th | 2012年9月19日  | 接吻可是左撇子          | 神的领域                |                  | 全版本         |    |                                  |
| 11th | 2013年1月30日  | 巧克力的奴隶            | 巧克力的奴隶            |                  | 全版本         | ★  | A面曲                            |
| 11th | 2013年1月30日  | 巧克力的奴隶            | 摩托車與側車            | 14克拉           | Type-B、劇場版 | ★  | Center                           |
| 12th | 2013年7月11日  | 美丽的闪电              | 美丽的闪电              |                  | 全版本         | ★  | A面曲 與松井珠理奈共同擔任Center |
| 12th | 2013年7月11日  | 美丽的闪电              | 莎啦啦的日历            | Team E           | Type-C         | ★  | center                           |
| 12th | 2013年7月11日  | 美丽的闪电              | 青春的水花              | 赛艇选拔         | Type-B         |    | Center                           |
| 13th | 2013年11月10日 | 贊成卡哇伊！            | 贊成卡哇伊！            |                  | 全版本         | ★  | A面曲 與松井珠理奈共同擔任Center |
| 13th | 2013年11月10日 | 贊成卡哇伊！            | 一直一直在前方的今天    | Selection 18     | 全版本         |    |                                  |
| 13th | 2013年11月10日 | 贊成卡哇伊！            | 道路為什麼繼續下去？    | 愛知豐田選拔     | 全版本         |    |                                  |
| 14th | 2014年3月19日  | 未來是什麼？            | 未來是什麼？            |                  | 全版本         | ★  | A面曲                            |
| 14th | 2014年3月19日  | 未來是什麼？            | GALAXY of DREAMS        | GALAXY of DREAMS | Type-A         | ★  |                                  |
| 14th | 2014年3月19日  | 未來是什麼？            | 想要約你見面            | Team E           | Type-D         | ★  | Center                           |
| 15th | 2014年7月30日  | 笨拙的太阳              | 笨拙的太阳              |                  | 全版本         | ★  | A面曲                            |
| 15th | 2014年7月30日  | 笨拙的太阳              | Coming soon             | 赛艇选拔         | 全版本         |    | 與高柳明音共同擔任Center         |
| 15th | 2014年7月30日  | 笨拙的太阳              | 就只是朋友              | 精选10           | 全版本         |    | 與松井珠理奈共同擔任Center       |
| 15th | 2014年7月30日  | 笨拙的太阳              | 香蕉革命                | Team E           | Type-C         | ★  | Center                           |
| 16th | 2014年12月10日 | 12月的袋鼠              | 12月的袋鼠              |                  | 全版本         | ★  | A面曲                            |
| 16th | 2014年12月10日 | 12月的袋鼠              | I love AICHI            | 愛知豐田選拔     | 全版本         |    |                                  |
| 16th | 2014年12月10日 | 12月的袋鼠              | 青春咖喱飯              | Team E           | 全版本         | ★  | Center                           |
| 17th | 2015年3月31日  | 風情萬種塞車中          | 風情萬種塞車中          |                  | 全版本         | ★  | A面曲 與松井珠理奈共同擔任Center |
| 17th | 2015年3月31日  | 風情萬種塞車中          | 我都知道                |                  | 全版本         |    |                                  |
| 17th | 2015年3月31日  | 風情萬種塞車中          | 靜音的電視機            | Team E           | Type-C         | ★  | Center                           |
| 18th | 2015年8月12日  | 向前衝                  | 向前衝                  |                  | 全版本         | ★  | A面曲 Center                     |
| 18th | 2015年8月12日  | 向前衝                  | 漫長夢境的迷宮          | Team E           | Type-C         | ★  | Center                           |
| 18th | 2015年8月12日  | 向前衝                  | 2588天                  |                  | Type-D         | ★  | 獨唱曲                           |

AKB48
|      | 發行日期       | 單曲名稱           | 參與歌曲名稱         | 名義            | 收錄於   | MV | 備註                                 |
| ---- | -------------- | ------------------ | -------------------- | --------------- | -------- | -- | ------------------------------------ |
| 11th | 2009年3月4日   | 10年櫻             | 10年櫻               |                 | 全版本   | ★  | A面曲 出道作品 首次進入AKB48單曲選拔 |
| 12th | 2009年6月24日  | 驚喜之淚！         | 驚喜之淚！           |                 | 全版本   | ★  | A面曲                                |
| 13th | 2009年8月26日  | Maybe是藉口        | 無法飛翔的鳳蝶       | Under Girls     | 全版本   | ★  |                                      |
| 14th | 2009年10月21日 | RIVER              | 因為喜歡你           | Under Girls     | 全版本   | ★  |                                      |
| 15th | 2010年2月17日  | 櫻花印記           | 真假搖滾             |                 | 全版本   | ★  |                                      |
| 16th | 2010年5月26日  | 馬尾與髮圈         | 被盜了的唇           | Under Girls     | 全版本   | ★  | 與前田亞美共同擔任Center             |
| 16th | 2010年5月26日  | 馬尾與髮圈         | 馬路須加學園頂尖藍調 |                 | 除Type-A | ★  |                                      |
| 17th | 2010年8月18日  | 無限重播           | 無限重播             |                 | 全版本   | ★  | A面曲                                |
| 17th | 2010年8月18日  | 無限重播           | 蔬菜姊妹             | 蔬菜姊妹        | 除Type-B |    |                                      |
| 18th | 2010年10月27日 | Beginner           | Beginner             |                 | 全版本   | ★  | A面曲                                |
| 20th | 2011年2月16日  | 變成櫻花樹         | 變成櫻花樹           |                 | 全版本   | ★  | A面曲                                |
| 21st | 2011年5月25日  | Everyday、髮箍     | Everyday、髮箍       |                 | 全版本   | ★  | A面曲                                |
| 21st | 2011年5月25日  | Everyday、髮箍     | 鬥魂                 |                 | Type-A   |    |                                      |
| 22nd | 2011年8月24日  | 飛翔入手           | 飛翔入手             |                 | 全版本   | ★  | A面曲                                |
| 22nd | 2011年8月24日  | 飛翔入手           | 不知不覺的青春       |                 | Type-A   | ★  |                                      |
| 22nd | 2011年8月24日  | 飛翔入手           | 野菜占卜             | 蔬菜姊妹        | 劇場盤   |    |                                      |
| 23rd | 2011年10月26日 | 風正在吹           | 風正在吹             |                 | 全版本   | ★  | A面曲                                |
| 24th | 2011年12月7日  | 崇尚麻里子         | 耶誕夜               |                 | 全版本   | ★  |                                      |
| 25th | 2012年2月15日  | GIVE ME FIVE!      | GIVE ME FIVE!        |                 | 全版本   | ★  | A面曲                                |
| 25th | 2012年2月15日  | GIVE ME FIVE!      | 牧羊人之旅           | Special Girls B | Type-B   | ★  |                                      |
| 26th | 2012年5月23日  | 仲夏的Sounds good! | 仲夏的Sounds good!   |                 | 全版本   | ★  | A面曲                                |
| 26th | 2012年5月23日  | 仲夏的Sounds good! | Google+的天空        | Google+選拔     | Type-B   | ★  |                                      |
| 27th | 2012年8月29日  | 格子花紋           | 格子花紋             |                 | 全版本   | ★  | A面曲                                |
| 28th | 2012年10月31日 | UZA                | UZA                  |                 | 全版本   | ★  | A面曲                                |
| 29th | 2012年12月5日  | 永遠的壓力         | 逞強的時鐘           | SKE48           | Type-A   | ★  | 與松井珠理奈共同擔任Center           |
| 30th | 2013年2月20日  | So long!           | So long!             |                 | 全版本   | ★  | A面曲                                |
| 31st | 2013年5月22日  | 再見自由式         | 再見自由式           |                 | 全版本   | ★  | A面曲                                |
| 32nd | 2013年8月21日  | 戀愛幸運餅         | 戀愛幸運餅           |                 | 全版本   | ★  | A面曲                                |
| 33rd | 2013年10月30日 | 真心電流           | 真心電流             |                 | 全版本   | ★  | A面曲                                |
| 34th | 2014年12月11日 | 倘若在梧桐樹什麼的 | Mosh & Dive          |                 | 全版本   | ★  |                                      |
| 34th | 2014年12月11日 | 倘若在梧桐樹什麼的 | Escape               | SKE48           | Type-S   | ★  |                                      |
| 35th | 2014年2月26日  | 勇往直前           | 勇往直前             |                 | 全版本   | ★  | A面曲                                |
| 36th | 2014年5月20日  | 拉布拉多尋回犬     | 拉布拉多尋回犬       |                 | 全版本   | ★  | A面曲                                |
| 37th | 2014年8月27日  | 心意告示牌         | 心意告示牌           |                 | 全版本   | ★  | A面曲                                |
| 38th | 2014年11月26日 | 希望無限           | 希望無限             |                 | 全版本   | ★  | A面曲                                |
| 39th | 2015年3月4日   | Green Flash        | Green Flash          |                 | 全版本   | ★  | A面曲                                |
| 39th | 2015年3月4日   | Green Flash        | 如果世界在哭泣       | SKE48           | Type-S   | ★  |                                      |
| 40th | 2015年5月20日  | 我們不戰鬥         | 我們不戰鬥           |                 | 全版本   | ★  | A面曲                                |

### AKB48家族專輯CD
SKE48
|     | 發行日期      | 專輯名稱           | 參與歌曲名稱    | 名義        | 備註 |
| --- | ------------- | ------------------ | --------------- | ----------- | ---- |
| 1st | 2012年9月19日 | 不會忘記這天的鐘聲 | 呼拉圈GO!GO!GO! | Team S      |      |
| 1st | 2012年9月19日 | 不會忘記這天的鐘聲 | Beginner        | Team S      | 翻唱 |
| 1st | 2012年9月19日 | 不會忘記這天的鐘聲 | 鬧情緒的雨夜……  | Selection 8 |      |

AKB48
|     | 發行日期      | 專輯名稱                     | 參與歌曲名稱      | 名義                       | 備註 |
| --- | ------------- | ---------------------------- | ----------------- | -------------------------- | ---- |
| 3rd | 2011年6月8日  | 就是在這裡                   | 適可而止的建議    |                            |      |
| 3rd | 2011年6月8日  | 就是在這裡                   | 就是在這裡        | AKB48、SKE48、SDN48和NMB48 |      |
| 4th | 2012年8月15日 | 1830m                        | 藍天 不會寂寞嗎？ | AKB48、SKE48、NMB48和HKT48 |      |
| 5th | 2014年1月22日 | 未来轨迹                     | 因为刚淋了浴      |                            |      |
| 6th | 2015年1月21日 | 這裡是羅德斯島、在這裡跳吧！ | 愛的存在          |                            |      |
| 6th | 2015年1月21日 | 這裡是羅德斯島、在這裡跳吧！ | 巴拿馬運河        |                            |      |

### 乃木坂46
單曲CD
|      | 發行日期      | 單曲名稱                              | 參與歌曲名稱                          | 名義 | MV | 備註         |
| ---- | ------------- | ------------------------------------- | ------------------------------------- | ---- | -- | ------------ |
| -    | 2014年4月14日 | 察觉时已是单恋 ～with 松井玲奈 ver.～ | 察觉时已是单恋 ～with 松井玲奈 ver.～ |      |    | 下载限定歌曲 |
| 9th  | 2014年7月9日  | 夏天的Free&Easy                       | 夏天的Free&Easy                       |      | ★  | 十福神       |
| 9th  | 2014年7月9日  | 夏天的Free&Easy                       | 无能为力地待在你身边                  |      |    |              |
| 9th  | 2014年7月9日  | 夏天的Free&Easy                       | 在那之前的出口                        |      | ★  |              |
| 10th | 2014年10月8日 | 第几次的蓝天？                        | 第几次的蓝天？                        |      | ★  | 十福神       |
| 10th | 2014年10月8日 | 第几次的蓝天？                        | 敲響倒下的鐘                          |      | ★  |              |
| 11th | 2015年3月18日 | 生命如此美好                          | 生命如此美好                          |      | ★  | 十福神       |

专辑CD
|     | 發行日期     | 专辑名稱 | 參與歌曲名稱 | 名義 | 備註 |
| --- | ------------ | -------- | ------------ | ---- | ---- |
| 1st | 2015年1月7日 | 透明色   | 我所在的地方 |      |      |

### 劇場公演分組曲
SKE48
- Team S 1st Stage「PARTY開始了」公演 （2008年10月5日－2009年2月8日）
  - 《同班同學》
  - 《星之溫度》
- Team S 2nd Stage「手牵手」公演（2009年2月14日－10月16日）
  - 《雨珠鋼琴師》（1st UNIT）
  - 《巧克力的下落》（2nd UNIT）
- Team S 3rd Stage「制服之芽」公演（2009年10月25日－2013年7月10日）
  - 《枯葉車站》（1st UNIT）：獨唱歌曲
  - 《不只是回憶》（2nd UNIT）
- Team E 3rd Stage「我的太陽」公演（2013年7月24日－2014年4月22日）
  - 《暮蟬之戀》
- Team E 4th Stage「手牵手」公演（2014年5月2日－2015年8月31日）
  - 《胸口的条码》（1st UNIT）
  - 《雨珠鋼琴師》（2nd UNIT）

## 演出

### 電視劇
- 馬路須加學園系列（東京電視台）
  - 馬路須加學園 第1、7集 第8、11集至最終集（2010年1月9日、2月20日－27日、3月20日－27日）：飾演 激辣（ゲキカラ）[108]
  - 馬路須加學園2（2011年4月16日－7月2日）：飾演 微甜[109]
- 托你的福（日语：おかげ様で!）（2010年9月18日，CBC電視台）：飾演 加藤佳織[110]
- 中學生日記（2010年11月6日，NHK名古屋製作，NHK教育頻道）：飾演 森川玲奈[111]
- 妄想刑事！（日语：モウソウ刑事!）（2011年1月12日，東海電視台）：飾演 松井玲奈[112][113]
- 新你所不知道的世界（日语：あなたの知らない世界） 第一集「罪與罰」（新あなたの知らない世界，2011年8月25日，日本電視台）：飾演 理惠（初次主演）[10]
- 往名古屋的最後一班列車（日语：名古屋行き最終列車）（名古屋電視台）：飾演 吉川一美（主演）
  - 往名古屋的最後一班列車 第1弾 1番ホーム「〜23時40分 名鉄岐阜発〜」（2012年12月17日）[110]
  - 往名古屋的最後一班列車 第二彈 第一集（2014年1月28日）[114]
  - 往名古屋的最後一班列車 第三輯 第五集（2015年2月6日）[115]
  - 往名古屋的最後一班列車 第四輯 第一集（2016年2月1日）[116]
  - 往名古屋的最後一班列車2017（2017年2月7日－10日）[117][118]
  - 往名古屋的最後一班列車2018（2018年1月16日－3月20日）[119]
  - 往名古屋的最後一班列車2019（2019年1月15日－3月26日）[120]
- 放送博物館危機一髪（日语：朝ドラ殺人事件）（2013年3月29日，NHK）：主演 佐藏望（佐蔵のぞみ）[28]
- 芭蕾刑警（2016年1月9日，日本電視台）：飾演 古森杏子[121]
- 尼采老師（ニーチェ先生，2016年1月21日－3月23日，讀賣電視台／1月24日－3月27日，日本電視台）：飾演 鹽山楓[122]
- Fragile第三集至第十集（フラジャイル，2016年1月27日－3月16日，富士電視台）：飾演 火箱直美[123]
- 初戀藝人（2016年3月1日－4月19日，NHK BS Premium）：飾演 市川理沙[124]
- 神奈川縣厚木市 Laundry Chigasaki（2016年3月14日－4月4日，毎日放送／3月16日－4月6日，TBS）：飾演 南雲凪（主演）[125][126]
- 雲霧仁左衛門3  第3集（2017年1月20日，NHK BS Premium）：飾演 おさき[127]
- 笑招財貓（2017年3月20日－4月17日，毎日放送／3月22日－4月12日，TBS）：飾演 阿赤（與清水富美加共同主演）[128]
- 小河劇 織田信長（2017年3月25日，時代劇專門頻道）：飾演 電視劇導演太田[129]
- 月付百萬的女人們（2017年4月14日－6月30日，東京電視台）：飾演 塚本瞳[130]
- 藤澤周平 新劇集系列 第二彈 橋物語《在小橋上》（2017年9月18日，BS SKY PerfecTV!）：飾演 阿富（おとみ）[131]
- 大人高校 第3集（2017年10月28日，朝日電視台）：飾演 中山遙香[132]
- 海月姬（海月姬，2018年1月15日－3月19日，富士電視台）：飾演 邦巴[133]
- 直擊！真相坂上 2小時特別節目 〜來自日航123便的訊息・第33年的真相〜（2018年8月16日，富士電視台）：飾演 村上みき[134][135]
- 晨間劇 萬福（まんぷく，2018年10月1日－2019年3月30日，NHK）：飾演 鹿野（桑原）敏子[136][137]
- 黑色醜聞（ブラックスキャンダル，2018年10月4日－12月6日，讀賣電視台）：飾演 阿久津唯菜[138]
- 必殺仕事人2019（日语：必殺仕事人2019）（2019年3月10日，朝日電視台）：飾 雉子島穗乃香（雉子島ほのか）[139]
- 讓女性心情轉好的方法（女の機嫌の直し方，2019年3月17日－31日，日本電視台）：飾演 北澤茉莉[140]
- 都立水商！～令和～ （2019年5月6日－6月24日，MBS）：飾演 乾千花[141]
- 我分享了丈夫？（日语：わたし旦那をシェアしてた） 第三集（2019年7月18日，讀賣電視台・日本電視系）：飾演 澤野繪里[142]
- Legal～Heart～重建生命律師（日语：いのちの再建弁護士 会社と家族を生き返らせる） 第四集（2019年8月12日，東京電視台）：飾演 井上純夏[143]
- 佐藤二朗和齋藤工在出演被稱為「最不想去的城市No.1」名古屋的劇集時，思考了許多事情（2019年9月22日，愛知電視台）：飾演 松井玲奈（本人）[144]
- 夏洛克：未敘之章 第一集（2019年10月7日，富士電視台）：飾演 水野麻里[145]
- 明天就會真相大白～失踪女友～（明日すべてわかるから～失踪彼女～，2019年11月20日－12月11日，日本電視台）：飾演 梨紗（主演）[146]
- 磯野家的人們～20年後的海螺小姐～（2019年11月24日，富士電視台）：飾演 早川[147]
- 歡呼（2020年3月30日－11月27日，NHK晨間劇）：飾演 關內吟[148]
- 抓狂一族（2020年4月11日－9月26日，東京電視台）：飾演 [149][150]
- 人氣女神～拉麵食遊記～（日语：らーめん才遊記） 第三集－最終集（2020年5月4日－6月8日，東京電視台）：飾演 難波倫子[151]
- 30禁 這是30歲未滿禁談的戀愛（2020年9月15日－11月2日，FOD／2021年1月12日－3月2日，富士電視台）：飾演 森山志乃（主演）[152][153]
- 廣域警察（2021年6月24日，朝日電視台）：飾演 內藤繪美[154]
- 約定的灰姑娘（2021年7月13日－9月14日，TBS）：飾演 菊乃（加賀美明）[155][156]
- ∞反正我就廢系列《裏ゾッキ》、《旅ゾッキ》（2022年4月3日－6月19日， BSJapanext／7月27日－9月7日，Amazon Prime Video）- 旁白（《裏ゾッキ》）、旅行者（《旅ゾッキ》）[157]
- 白飯修行僧 第2集（2022年4月16日，東京電視台）：飾演 山村朱里[158]
- Octo～感情搜查官 心野朱梨～（2022年7月7日－9月8日，讀賣電視台）：飾演 心野紫織[159]
  - Octo～感情搜查官 心野朱梨～2（2024年10月3日－12月12日，讀賣電視台）[160]
- 少年的深淵（2022年9月2日－10月21日，每日放送）：飾演 柴澤由里[161]
- 大河劇 怎麼辦家康 第19、33集（2023年5月21日、8月27日，NHK）：飾演 萬[162][163]
- 軟男與鐵妹子（2023年8月7日－9月25日，東京電視台）：飾演 片桐藤子（女主角）[164]
- Gifted Season1 第5、6、最終集（2023年9月9日－16日、10月1日，東海電視台）：飾演 弓月兵馬[165]
  - Gifted Season2（2023年10月14日－12月2日，WOWOW／2024年6月8日－29日，東海電視台）：飾演 弓月兵馬[166][167]
- 即使將你忘記（2023年10月22日－12月17日，朝日放送電視台）：飾演 森亞弓[168]
- 假想禮儀（2023年12月3日－2024年2月11日，NHK BS）：飾演 徳岡雅子[169]
- 嘲笑的淑女（2024年7月27日－9月21日，東海電視台）：飾演 野野宮恭子[170]
- 晨間劇 御飯糰 第41集至最終集（2024年11月25日－2025年3月28日，NHK）：飾演 相原三花[171]
- 問題物件 第6集（2025年2月19日，富士電視台）：飾演 柿崎佳苗（柿崎カナエ）[172]
- 大岡越前8 第5集（2025年7月6日，NHK BS Premium 4K）：飾演 初音[173]

### 電影
- gift（日语：Gift_(2014年の映画)）（2014年6月14日，Media Mix Japan）：主演 山根紗織[註 2][174]
- 翩然而至（日语：はらはらなのか。）（2017年4月1日，SPOTTED PRODUCTIONS）：飾演 [175]
- 笑笑招財貓（2017年4月29日，DLE）：主演 本田明香子[註 3][128][176]
- 女神（日语：めがみさま）（2017年6月10日，MMJ）：主演 佐倉理華[註 4][177]
- 劇場版 假面騎士Build Be The One（2018年8月4日，東映）：声演 才賀涼香/剪刀Lost SMASH[76][178]
- 輪違屋糸里（日语：輪違屋糸里#映画）（2018年12月15日，ARK娛樂）：飾演 吉榮[179]
- 21世紀的女子（日语：21世紀の女の子） 「reborn」篇（2019年2月8日，ABC版權事業公司）[180]
- 讓女性心情轉好的方法（2019年6月15日，吉本創意經紀公司）：飾演 北澤茉莉 [140]
- 今天也要用便當出擊（日语：今日も嫌がらせ弁当#映画）（2019年6月28日，Showgate（日语：博報堂DYミュージック&ピクチャーズ））：飾演 持丸若葉[181]
- 半徑1公尺的你～向上走～「某個家的故事」（2021年2月26日，吉本興業）[182]
- 反正我就廢（2021年4月2日，Aeon Entertainment）：飾演 幽靈般的女子[註 5][183][184]
- 降下窗簾後再相見（2021年11月26日，SPOTTED PRODUCTIONS）：主演 齋藤麻奈美[185]
- 血友（2022年2月5日，avex pictures（日语：エイベックス・ピクチャーズ））：飾演 薙野素子（客串）[186][187]
- 夜鷹的單戀（2022年9月16日，Rabbit House）：主演 前田愛子（前田アイコ）[188]
- 離不開你的依賴（2023年2月3日，澀谷製作公司）：飾演 相澤今日子[189]
- 綠色嗚囔聲（2023年9月1日，SDP）：主演 小山田響子[190][191][192]
- Short Trial Project 2023「蒙布朗」（2023年10月6日）- 主演[註 6][193]
- Gold Boy（2024年3月8日，東京劇場公司・喬伊團隊）：飾演 東靜[194]
- ChaCha（2024年10月11日，名古屋電視台／Culture Publishers）：飾演 餐廳的店員[195]

### 電視節目
- 世界・奇妙發現！（2012年10月6日－2024年3月30日，TBS）[196]
  - 第1285回「東京ディズニーリゾート誕生秘話 日本・アメリカ 夢の王国クロニクル」（2013年8月24日）- 神秘獵人[197][198]
  - 第1676回「スタジオツアー東京オープン記念！ ハリー・ポッターの世界 in イギリス大捜索SP」（2023年6月24日）- 神秘獵人[199][200]
- 愛知☆警察 第三季（2013年8月6日－2014年2月6日，名古屋電視台）[201]
- Anime Game（2014年4月13日－2017年3月11日，毎日放送[註 7]）- 主持人[註 8]
- 笑神大人突然降臨…（2014年11月7日－，日本電視台）- 不定期出演「鐵道BIG4之旅」單元[204]
- アイドル応援バラエティ 千原せいじのバズ☆ドル（2016年4月10日－2017年1月4日，愛知電視台）- 主持人[註 9]
- 東京暇人〜TOKYO hi-IMAGINE〜（2016年4月 －12月；2017年3月25日－2020年3月21日，日本電視台）- 主持人[註 10]
- 阿莫Talk!（2017年1月29日[註 11]、2019年5月24日、2020年10月6日，朝日電視台）- 作為「鐵道粉絲俱樂部」的來賓評論員參與演出[207][208]
- LIFE!〜獻給人生的小短劇〜（2018年7月13日－，NHK綜合台）- 不定期出演[209]
- 花會綻放〜奔跑吧！三鐵ver.〜（5分鐘版：2019年3月23日－／1分鐘版：3月25日－／幕後花絮版：3月31日－／Ver. 2：8月11日－ ／「加油重建！」版：11月27日－，NHK綜合台）[210][211]
- Doki Doki! NHK WORLD-JAPAN（2019年3月31日－2021年3月21日，NHK綜合台、NHK World JAPAN）- 主持人[212]
- 激突ロボットラグビー〜愛知の工業高校生たちのトライ〜（2020年1月13日，愛知電視台）- 旁白[213]
- 全明星合唱對決（2023年5月14日，富士電視台）- 主持人[註 12][214][215][216][217]

### 配音

#### 电视动画配音
- 电波教师（2015年4月4日－9月26日，读卖电视台、日本电视台系列）：主演 鉴纯音[218]
- Sydney Sailboat（2023年7月29日－2024年7月27日，Kids Station）：聲演 Sydney[219]

#### 動畫電影配音
- 尋找小魔女DoReMi（2020年11月13日，東映動畫）：主演 吉月美鈴[註 13][220]

### 舞台劇
- 馬路須加學園 〜京都・血風修學旅行〜（2015年5月14日－19日，東京AiiA劇場）：主演 激辣[註 14][221][222]
- 新・幕末純情傳（2016年6月23日－7月3日，東京：天王洲 銀河劇場／7月6日－17日，東京：新宿紀伊國屋劇場／7月22日－24日，大阪：梅田藝術劇場 主劇場／2017年1月3日－4日，愛知：穗之國豐橋藝術劇場PLAT 主劇場／1月7日－8日，沖繩：中城城跡・第一屆中城戲劇節）：主演 沖田總司[223][224][225]
- ベター・ハーフ（2017年6月25日－7月17日，東京：本多劇場／7月21日－22日，愛知：愛知縣產業勞動中心 大廳／7月28日－30日，福岡：久留米市廣場 久留米座／8月5日－6日，大阪：產經大廳BREEZE）：飾演 平澤遙香[226]
- 24番地的櫻桃園（2017年11月9日－28日，東京：Bunkamura 蠶繭劇院／12月2日－3日，長野：松本市民藝術館／12月8日－10日，大阪：森之宮Piloti Hall）：飾演 アーニャ[227]
- 情書 〜青井陽治追悼公演〜（2017年12月17日，EX THEATER ROPPONGI）：飾演 メリッサ[228]
- 神的孩子都在跳舞 after the quake（2019年7月31日－8月16日，讀賣大手町音樂廳）：飾演 小夜子[229]
- DISTANCE-TOUR-「夏間麗のリモート授業」（2020年8月5日，本多劇場）：飾演 夏間麗[230][231][232][233]
- 東方快車謀殺案事件（2020年12月8日－27日，Bunkamura 蠶繭劇院）：飾演 安德烈尼伯爵夫人[234]
- 凱撒大帝（2021年10月10日－31日，東京：PARCO劇場／11月3日，大阪：森之宮Piloti Hall／11月7日，山形：Yamagin縣民大廳／11月14日，福島：磐城市藝術文化交流館Alios 大廳／11月17日，宮城：仙台銀行大廳 Izumity21 大廳／11月20日－21日，富山：富山縣民會館 大廳／11月27日－28日，愛知：東海市藝術劇場大廳）：飾演 馬克[235]
- 歌妖曲〜中川大志之丞変化〜（2022年11月6日－30日，東京：明治座／12月8日－12日，福岡：運河城劇場／12月17日－25日，大阪：新歌舞伎座）：飾演 蘭丸杏[236][237]
- ミナト町純情オセロ〜月がとっても慕情篇〜（2023年3月10日－28日，東京：東京建物 Brillia HALL／4月13日－5月1日，大阪：COOL JAPAN PARK OSAKA WW會館）：飾演 村板モナ[238][239]
- いきなり本読み!in三越劇場（2024年8月3日，三越劇場）[240]
- いきなり本読み!in BOOTCAMP!（2025年3月11日－14日，草月大廳）[241]
- 哈利波特－被詛咒的孩子（2025年7月8日－10月31日，TBS赤坂ACT劇場）：飾演 妙麗·格蘭傑[242]

### 網絡劇
- 戀上時尚的灰姑娘（2011年10月1日－12月28日，BeeTV）：主演 松岡りえ[243]
- 學校怪談（2012年7月20日－9月1日，BeeTV）- 故事講述者[244]
- 東京吸血鬼酒店 第2集（2017年6月16日，Amazon Prime Video）：飾演 可疑的女人[245]
- 愛得要命（2025年3月27日－5月15日，ABEMA SPECIAL）：飾演 瀨川水樹[246][247]

### 有聲劇
- 蝙蝠侠 被埋葬的真相（2022年5月3日－31日，Spotify）：飾演 凱爾[248]

### 旁白
- 初戀（2019年10月18日，Audible）[249]

### 網絡節目
- 松井玲奈（SKE48）の（おひとり・ω・さま!!）（2013年3月18日－，AmebaStudio）[250]
- DAM CHANNEL（2015年3月，第一興商）- SKE48期間限定MC[251]
- 1日ガチ生放送ver.4 松井玲奈の “シ干” まみれ〜新・幕末純情伝への軌跡〜（2016年6月4日，AbemaSPECIALCHANNEL）[252]

### 廣播
- Mu～comi+Plus（2013年4月2日—2018年3月20日，日本放送）- 週一助理[30]
  - 日本放送開台60週年《Mu~Comi+Plus》廣播劇「Back to the Radio」（2014年8月26日—29日）：聲演 本人[253]
- All Night Nippon劇場「家族篇」（2018年4月2日—6月22日，日本放送）[254]
- 松井玲奈的All Night Nippon 0(ZERO)（2019年4月28日，日本放送）- 主持人[255]
- ANIME SONG PREMIUM RADIO（2023年12月30日，NHK-FM）- 主持人[註 15][256]

### 活動
- 中京競馬場盛大开幕纪念活动（2012年3月3日）- 宣传大使[257]
- GirlsAward
  - GirlsAward 2013 SPRING/SUMMER（2013年3月23日，國立代代木競技場第一體育館）[258][259]
  - GirlsAward 2014 AUTUMN/WINTER（2014年10月1日，国立代代木競技場第一体育館）[260]
- 關西COLLECTION 2014 SPRING/SUMMER（2014年3月16日，京瓷巨蛋大阪）[41][42]
- 京都國際漫畫·動畫博覽會
  - 2014（2014年9月20日，京都市勸業館）[261]
  - 2015（2015年9月19日，京都市勸業館）[262]
- 琉球亞洲時尚展2015（2015年10月25日，豐崎海濱公園）[263]
- 愛知世博10周年纪念 森林地球博纪念公园谈话秀（2015年11月1日，愛・地球博紀念公園）[110]
- 日經BP社 TREND EXPO TOKYO2016（2016年11月12日，東京中城）[110]
- DEG JAPAN 数字发行研讨会（2016年12月14日）[264]
- 动画红白歌合战 Vol.6 代代木最终回（2017年2月5日，国立代代木競技場第一体育館）- 白組应援团[265]
- Eejanaika豐橋電影節（2017年3月3日－5日[266]、2018年3月2日－4日[267]、2019年3月8日 －10日[268]、2021年3月12日－14日[269]，豐橋市）- 擔任大使[270][註 16]
- 特别展 天空的铁道物语（2019年12月3日－2020年2月28日，六本木新城森美术中心画廊&天空画廊）- 擔任大使[273][註 17]
- 松井玲奈生日原聲音樂會（2020年7月26日）[276]
- 名古屋电视电影节2022（2022年5月20日－26日，伏見百萬座）- 担任大使[277]
- JR九州 西九州新幹線通车纪念 嬉野溫泉站一日站長（2022年9月23日）[278][279]

## 书籍

### 写真集
- 金魚（2012年3月1日，光文社）[280][27]
- （2014年4月1日，WANI BOOKS）[281][282]

### 杂志連載
- 週刊SPA!（扶桑社）
  - 孤單一人的電影祭（2013年6月11日－2015年5月11日）[283]
  - 松井玲奈的一個人也做得到嗎!?（2015年6月22日－2016年10月18日）[284][285]
- TV Bros.（2014年4月9日－9月23日，東京新聞通信社）- 松井玲奈的午夜雜記帳[286][287]
- Street Jack!（2015年8月24日－2016年4月23日，Bestsellers）- 松井玲奈的SNEAKER JACK[288]
- 小說現代 2016年10月号至（2016年9月21日－，講談社）- 書評現代[289]
- an・an 2201号至2225号（2020年5月20日－11月10日，Magazine House）- 秘密的食物[290]
- 小說Tripper 2021年秋季号至2023年冬季号（2021年9月17日－2023年12月18日，朝日新聞出版）- 我的如果圖鑑[291]
- Oggi 2024年1月号至（2023年11月28日－，小學館）- 今天也一如往常，適合讀書的好天氣[292]
- 東京新聞《人生相談》（2024年2月3日－）[293][294]
- Orange Page net《松井玲奈的粗心美容道》（2024年9月2日－）[295]
- 網絡雜誌《J:magazine!》內專欄《松井玲奈的動畫再發現!!》（2024年9月19日－）[296]

### 隨筆集
- 秘密的食物（ひみつのたべもの；2021年4月20日，Magazine House）[註 18][297]
- 只屬於我的水族箱（私だけの水槽；2024年4月19日，朝日新聞出版）[298]

### 雜誌本
- 20±SWEET 2013 SUMMER（2013年7月1日，東京新聞通信社）[299]

### 小說

#### 雜誌連載
- 小說星星（集英社）
  - 擦了又擦，擦了又擦（拭っても、拭っても；2018年10月17日）- 短篇小說、小說出道作[300]
  - 果醬（；2019年1月17日）- 短篇小說[301]
  - 即時意圖（リアルタイム・インテンション；2019年3月15日）- 短篇小說[301]
  - Cut-in／Cut-out（カット・イン／カット・アウト；2023年12月15日－2024年12月18日）- [302][303][304]
- 小說Tripper（朝日新聞出版）
  - 家族写真（2020年6月18日）- 收錄於2020年夏季号的短篇小說[305]

#### 单行本
- 偽裝（；2019年4月5日，集英社）- 短編集[註 19]
- 累累（；2021年1月26日，集英社）- 恋愛小説集[307]
- Cut-in／Cut-out（カット・イン/カット・アウト；2025年3月26日，集英社）[308]